# Програма «Коперник»

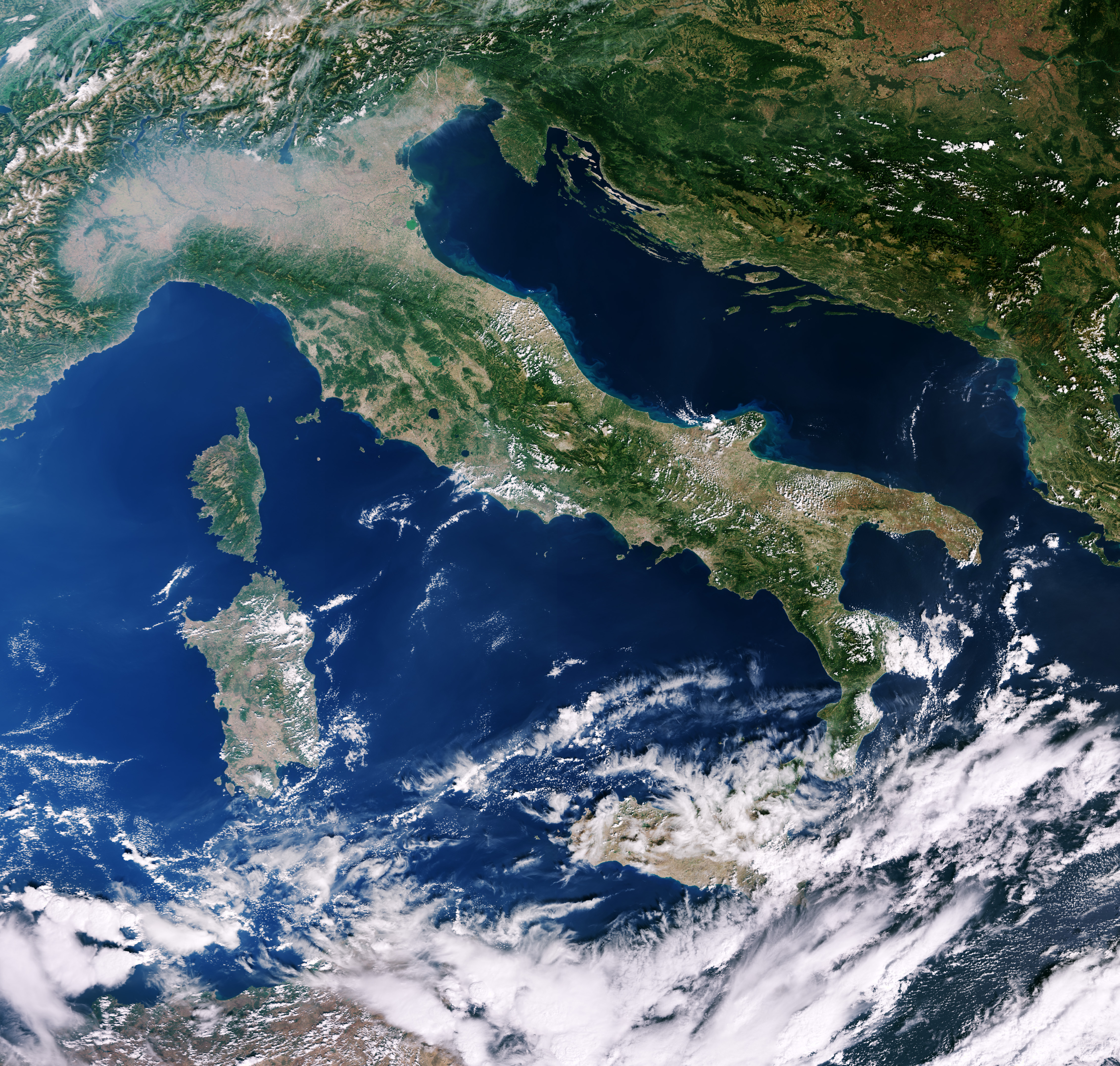
Італія та Середземномор'я, зображення, зняте Коперником Сентінел-3А 28 вересня 2016 року

«Коперник» (англ. Copernicus Programme) — оновлена програма дослідження навколишнього середовища та безпеки (GMES), яку підтримують та якою керують Європейська комісія разом з Європейським космічним агентством (ЄКА), державами-членами ЄС та агенціями ЄС.
Вона спрямована на досягнення всеосяжного, безперервного, незалежного, високоякісного, широкодіапазонного спостереження Землі. Забезпечення точної, своєчасної та легкодоступної інформації, надає можливості для покращення управління довкіллям, для параметричного страхування, розуміння та пом'якшення наслідків зміни клімату та забезпечення цивільної безпеки.
Мета полягає у використанні величезної кількості загальних даних від супутників та наземних, повітряних, морських систем вимірювань для отримання своєчасної й якісної інформації, послуг і знань, а також забезпечення незалежного доступу до інформації стосовно навколишнього середовища та безпеки на глобальному рівні, щоби допомогти постачальникам послуг, державним органам та іншим міжнародним організаціям покращити якість життя громадян Європи. Іншими словами, система об'єднує всі дані, отримані екологічними супутниками Коперника, повітряними та наземними станціями та давачами, щоби забезпечити всебічну картину «здоров'я» Землі.
Однією з переваг програми «Коперник» є те, що дані та інформація котрі надходять у межах програми, є доступними для всіх користувачів та громадськості безкоштовно, тим самим дозволяючи розвиватися нижченаведеним сферам.
Послуги, які пропонує Коперник, охоплюють шість основних застосувань, котрі впливають одна на одну: атмосфера, водний простір, суша, клімат, надзвичайні ситуації та безпека.
Програма «Коперник» будується на трьох компонентах:
- Космічна складова (супутники спостереження та пов'язані з ними наземні пристрої з завданням спостереження сухопутних, атмосферних та океанографічних параметрів). Сюди входять два типи супутникових місій, п'ять сімей ЄКА, призначених Sentinel (космічні програми), та програми інших космічних агентств, які називаються допоміжними програмами;
- Вимірювання «на місці» (наземні та повітряні мережі збору даних, що надають інформацію про океани, континентальну поверхню та атмосферу);
- Застосунки, розроблені та керовані програмою «Коперник», які відкриті для її користувачів та громадськості загалом.

Вартість програми протягом 1998—2020 рр. оцінюється в 6,7 млрд євро, приблизно  4,3 млрд євро витрачено у проміжок 2014—2020 рр. та розподіляється між ЄС (66 %) та  ЄКА (Європейське Космічне Агентство) (33 %), а переваги даних для економіки ЄС оцінюються в приблизно 30 мільярдів євро до 2030 року. ЄКА як головний партнер виконує значну частину проєктування, контролює та співфінансує розробку програм Sentinel 1, 2, 3, 4, 5 та 6, кожна з яких складається щонайменше з 2 супутників та деякі, як Sentinel 1, що складається з 4 супутників. Вони також надаватимуть інструменти для Метеосатів третього покоління та погодних супутників MetOp-SG від ЄВМЕТСАТ, де ЄКА та ЄВМЕТСАТ (Європейська організація з використання метеорологічних супутників) також узгоджуватимуть передавання даних із понад 30 супутників, які утворюють супутні програми до проєкту «Коперник».

## Історія
Програма «Коперник» була створена Регламентом (ЄС) № 377/2014 у 2014 році, спираючись на попередню ініціативу ЄС щодо спостереження Землі GMES (Регламент (ЄС) № 911/2010)).
Протягом декількох десятиліть європейські та національні інститути доклали значних зусиль для науково-дослідних робіт в галузі стеження за Землею. Ці зусилля привели до величезних досягнень, але сервіси та продукти, розроблені в цей період, мали обмеження, притаманні науково-дослідній діяльності (наприклад, відсутність безперервності сервісів на тривале майбутнє). Задум глобальної та безперервної європейської системи спостереження за Землею, був розроблений під назвою Глобальний моніторинг навколишнього середовища та безпеки (GMES), що згодом було перейменовано на «Коперник» після того, як ЄС безпосередньо взяла участь у фінансуванні та розвитку системи. Це продовжує та значно розширює роботу попередньої європейської програми Envisat (вартістю 2,3 мільярда євро), яка діяла з 2002 по 2012 рік.
«Коперник» перейшов від науково-дослідних робіт до операційних сервісів за поетапним підходом:
- 2008—2010 роки: до-операційні послуги «Коперник» (FTS та Pilot Services)
- 2011—2013 роки: початкові операції «Коперник»
- З 2014 року: «Коперник» повністю працює

## Місії спостереження Землі

### Місії Sentinel

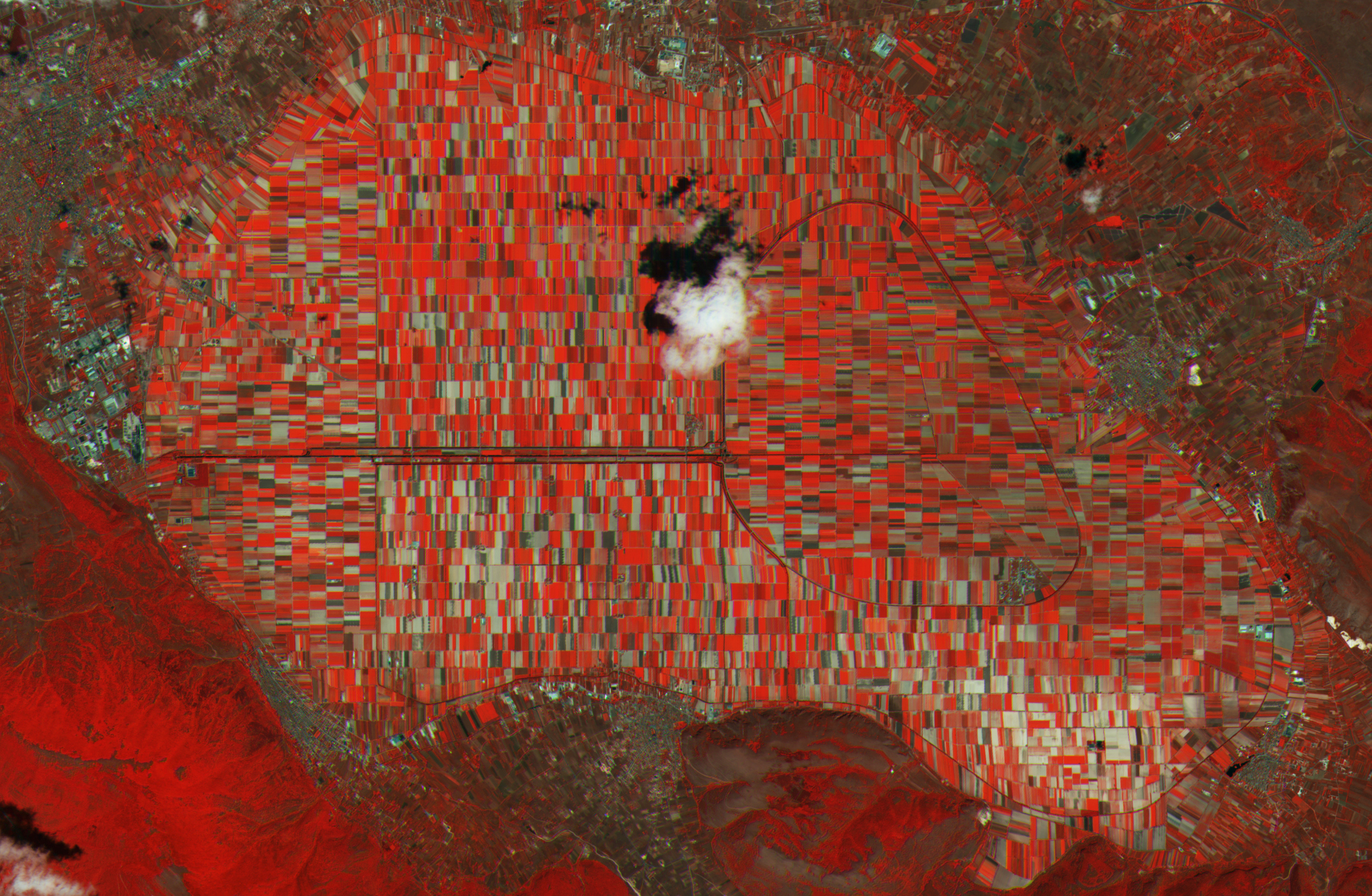
Псевдо-кольорове зображення сільськогосподарського регіону в Абруццо, Італія, зроблене супутником Sentinel-2A 8 липня 2015 року.

Наразі ЄКА розробляє сім місій за програмою Sentinel (Sentinel 1, 2, 3, 4, 5P, 5, 6). Місії Sentinel охоплюють радіолокаційні та супер-спектральні зображення для спостереження суходолу, океану й атмосфери. Кожна місія Sentinel ґрунтується на можливостях двох супутників для виконання та перегляду вимог покриття для кожної місії, забезпечуючи надійні набори даних для всіх служб програми «Коперник». Місії Sentinel матимуть наступні завдання:
- Sentinel-1 забезпечує радіолокаційне зображення, що працює за будь-якої погоди, вдень і вночі для наземних та океанських служб;
- Sentinel-2 забезпечує оптичне зображення високої роздільної здатності для наземних сервісів (наприклад, зображення рослинності, ґрунтового та водного покриву, внутрішніх водних шляхів та прибережних районів). Sentinel-2 також надаватиме інформацію для нагальних служб. Перший супутник Sentinel-2, Sentinel-2A, був успішно запущений 23 червня 2015 року.  Наступний супутник Sentinel-2, Sentinel-2B, пішов 7 березня 2017 року. Обидва супутники запустили з борту ракети носія «Вега» (з двигуном українського виробництва РД-843) із Гвіанського космічного центру;
- Sentinel-2C: для забезпечення збору відомостей для науки про Землю, готується до запуску на вересень 2024 року[8];
- Sentinel-3 надає послуги зі всеосяжного дослідження океану та суші. Перший супутник Sentinel-3A було запущено 16 лютого 2016 року з космодрому Плесецьк у Російській Федерації. Другий супутник Sentinel-3B відбувся 25 квітня 2018 року, також з Плесецька з борту Рокота;
- Sentinel-4 надасть дані для вивчення атмосферного складу. Він буде запущений 2023 року;
- Sentinel-5 також надасть дані для дослідження атмосферного складу. Він буде поставлений на космічний корабель Полярної системи ЄВМЕТСАТ другого покоління (EPS-SG) та запущений у 2021 році;
- Sentinel-6 призначений для забезпечення високої точності вимірювань висоти рівня моря слідуючи за супутником Jason-3. Готуючись до другого покоління програми «Коперник» (Copernicus2.0), ЄКА наразі вивчає шість найкращих кандидатів на «розширення» програм, для вирішення політики ЄС та прогалин у потребах користувачів програми «Коперник» та для розширення сучасних можливостей космічного простору «Коперник»;
- Sentinel-7: Моніторинг антропогенних викидів CO2 (CO2M);
- Sentinel-8: просторово-часова температура поверхні землі (LSTM);
- Sentinel-9: Висотомір Полярного льоду та снігу «Коперник» (КРИСТАЛ);
- Sentinel-10: Місія гіперспектральної візуалізації Коперника для навколишнього природного середовища (CHIME);
- Sentinel-11: Мікрохвильовий радіометр (CIMR) з полярними зображеннями;
- Sentinel-12: Система спостереження за радіолокаційними станціями для Європи (ROSE-L).

## Внутрішній стан
Внутрішньо-ситуаційна координація GMES (GISC). GISC є ініціативою, що фінансується у рамках РП7, триватиме три роки (січень 2010 — грудень 2012 року) та підтримується Європейським агентством з навколишнього середовища (EEA).
Дані in situ - це всі дані з джерел, окрім супутників спостереження Землі. Отже, всі наземні, повітряні та корабельні / буйкові спостереження та вимірювання, необхідні для впровадження та експлуатації служб Copernicus, є частиною компонента in situ. Дані in situ є незамінними; вони залучаються в моделі прогнозування, забезпечують калібрування та перевірку інформації на основі простору, а також сприяють аналізу чи заповненню прогалин, недоступних у космічних джерелах.
Цілі GISC які будуть досягнуті:
- документування потреб та вимог до «in-situ» даних
- співпраця з користувачами, зацікавленими сторонами та постачальниками послуг
- вивчення та визначення методів, що дозволяють мережам надавати необхідні in-situ дані для програми «Коперник»
- вивчення підходів до інтеграції мереж «in-situ» даних у довгострокові стійкі рамки для послуг «Коперник»
- надання швидких результатів
- дані та інформація спрямовуватимуться на розпоряджання ними, якомога ближче до джерела для досягнення розподіленої системи, шляхом залучення країн та наявного потенціалу, що підтримують та керують необхідною інфраструктурою спостережень.

## Складові сервісів
Послуги програми «Коперник» присвячені вивченню та прогнозуванню підсистем  планети Земля. Вони безпосередньо сприяють дослідженню змін клімату, що широко застосовується в параметричному страхуванні. Служби програми «Коперник» також стосуються керування надзвичайними ситуаціями (для прикладу, у разі стихійних лих, технологічних аварій або гуманітарних криз) та питань, пов'язаних з безпекою (наприклад, морський нагляд, прикордонний контроль).
Сервіси програми «Коперник» стосуються шести основних тематичних напрямків:

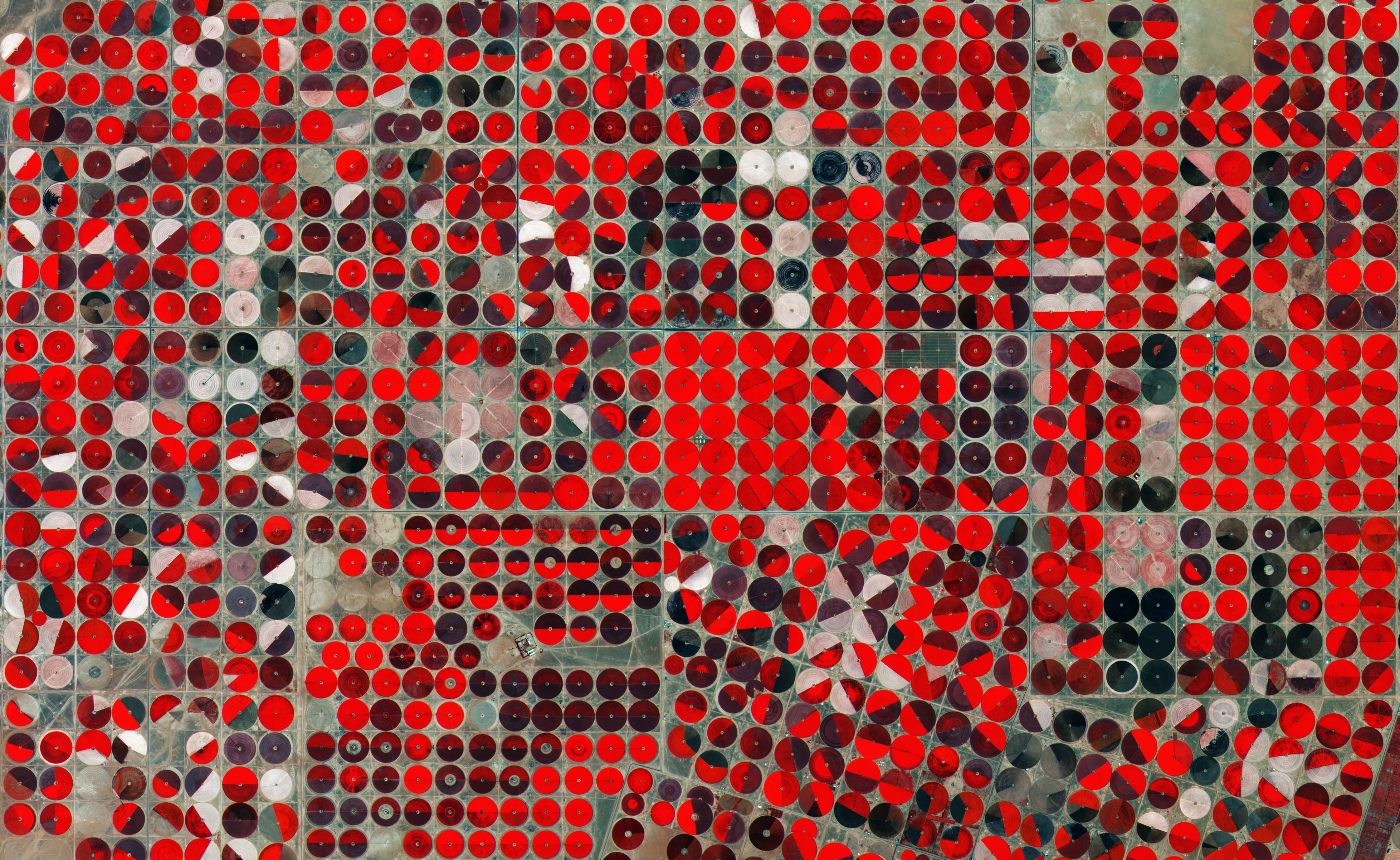
Псевдо-кольорове зображення сільськогосподарських угідь в Саудівській Аравії, зроблене супутником Sentinel-2A. Кола утворюють зрошувальні системи. ESA344584

- Служба керування надзвичайними ситуаціями (див. Відео, доступне на вебсайті Copernicus.eu: Служба управління надзвичайними ситуаціями Copernicus). Служба почала працювати 1 квітня 2012 року.
- Спостереження земель (див. Відео, доступне на вебсайті Copernicus.eu: Служба контролю за землею Copernicus). Служба почала роботу 1 квітня 2012 року.
- Вивчення морського довкілля (див. Відео, доступне на вебсайті Copernicus.eu: Служба моніторингу морського навколишнього середовища Copernicus). Служба почала діяти 1 травня 2015 року.
- Атмосферні дослідження (див. Відео, доступне на вебсайті Copernicus.eu: Служба моніторингу атмосфери Copernicus). Служба була оголошена запущеною в липні 2015 року.
- Безпека (Див. Служба Коперника щодо застосувань безпеки)
- Зміна клімату (див. Відео, доступне на вебсайті Copernicus.eu: Служба контролю за зміною клімату Copernicus)

Розробка доопераційної версії послуг, була впроваджена низкою проєктів, розпочатих Європейською Комісією та частково фінансованих за допомогою 7-ї програми ЄС (РП7). Цими проєктами були geoland2 (суша), MyOcean (морські простори), SAFER (дії на надзвичайні ситуації), MACC та його наступник MACC II (атмосфера) та G-MOSAIC (безпека). Більшість цих проєктів також сприяли дослідженню змін клімату.

## Взаємодія

### Користувачі
"Інформація, що надається сервісами програми «Коперник», може бути використана кінцевими споживачами для широкого розбігу застосувань у різних галузях. До них належать: керування міською територією, сталий розвиток та охорона природи, регіональне та місцеве планування, сільське господарство, лісове господарство та рибальство, охорона здоров'я, цивільний захист, інфраструктура, транспорт та мобільність, а також туризм ".
Коперник — це внесок Європейського Союзу до Глобальної системи спостереження Землі (GEOSS), що забезпечує геопросторовою інформацією в усьому світі.
Деякі служби Copernicus використовують дані OpenStreetMap у виготовленні власних карт.